# Supermarine Sea Otter
Die Supermarine Sea Otter war das letzte Flugboot der Firma Supermarine in Doppeldecker-Auslegung. Es war eine Weiterentwicklung der Supermarine Walrus mit der Absicht, eine höhere Reichweite zu erreichen.

## Entwicklung
Der Hauptunterschied zwischen der Walrus und der Sea Otter liegt in der Anbringung des Triebwerks. Die Walrus hatte ein nach hinten gerichtetes Triebwerk mit Schubpropeller, während das Triebwerk der Sea Otter nach vorne gerichtet war und einen konventionellen Zugpropeller besaß.
Für die Entwicklung der Kombination von Motor und Propeller wurde bei der Konstruktion der Sea Otter, deren Konzept ursprünglich unter dem Namen „Stingray“ lief, ein großer Aufwand betrieben. Das ursprüngliche Versuchsflugzeug hatte ein Bristol-Perseus-XI-Triebwerk und einen Zweiblatt-Propeller. Diese Kombination erzeugte aber nicht genügend Schub. Daraufhin wurde ein Vierblattpropeller mit einem Winkel von 35° zwischen den Blättern anstelle eines mit den sonst üblichen 90° gewählt.
Der Erstflug erfolgte am 23. September 1938. Der erste Produktionsauftrag des Air Ministry ging jedoch erst im Januar 1942 ein. Aufgrund von Kühlungsproblemen beim Perseus-Triebwerk wurde dieser durch den Bristol Mercury XXX mit einem Dreiblattpropeller ersetzt.
Die Sea Otter wurde sowohl von der Royal Air Force als auch der Fleet Air Arm der Royal Navy für Search and Rescue (SAR) Rettungseinsätze und Patrouillenflüge eingesetzt.

## Serienfertigung
Von den insgesamt 592 bestellten Flugzeugen wurden bis Ende des Zweiten Weltkriegs nur 292 Stück gebaut. Acht Sea Otter gingen an die dänische Luftwaffe (Flyvevåbnet). Weitere acht erhielt der Marine Luchtvaartdienst der niederländischen Marine. Die französischen Kolonialtruppen kauften sechs Sea Otter für den Einsatz in Indochina.
Die Sea Otter wurde bei Saunders Roe in Serie gebaut. Die erste Bestellung belief sich auf 250 Mk.I, wovon die letzten 27 als ASR.II geliefert wurden. Es gab somit neben den zwei Prototypen 223 Mk.I und 78 ASR.II.
| Jahr  | Anzahl |
| ----- | ------ |
| 1943  | 29     |
| 1944  | 138    |
| 1945  | 108    |
| 1946  | 16     |
| Summe | 291    |

## Varianten
- Sea Otter Mk I: Aufklärer und Verbindungsflugboot.
- Sea Otter Mk II: SAR Seenotrettungs-Flugboot.

## Betreiber
Australien
- Royal Australian Navy
  - No. 723 Squadron RAN

 Dänemark
- Dänische Flyvevåbnet

 Frankreich
- Französische Kolonialtruppen in Indochina

 Niederlande
- Marine Luchtvaartdienst

 Vereinigtes Königreich
- Royal Air Force
  - No. 276 Squadron RAF
  - No. 278 Squadron RAF
  - No. 281 Squadron RAF
  - No. 282 Squadron RAF
  - No. 292 Squadron RAF
  - No. 1350 Flight RAF
  - No. 1351 Flight RAF
  - No. 1352 Flight RAF
- Royal Navy

## Technische Daten
| Kenngröße             | Daten                                                                                               |
| --------------------- | --------------------------------------------------------------------------------------------------- |
| Besatzung             | 4                                                                                                   |
| Länge                 | 12,2 m                                                                                              |
| Spannweite            | 14 m                                                                                                |
| Höhe                  | 4,61 m                                                                                              |
| Flügelfläche          | 56,7 m²                                                                                             |
| Leermasse             | 3086 kg                                                                                             |
| max. Startmasse       | 4536 kg                                                                                             |
| Reisegeschwindigkeit  | ? km/h                                                                                              |
| Höchstgeschwindigkeit | 262,3 km/h                                                                                          |
| Dienstgipfelhöhe      | 5181 m                                                                                              |
| Reichweite            | 1480 km                                                                                             |
| Triebwerke            | 1 × Sternmotor Bristol Mercury XXX mit 720 kW                                                       |
| Bewaffnung            | 1 × Vickers-Maschinengewehr und ein Zwillings-Vickers-K-MG vier 112-kg-Bomben unter den Tragflächen |